# خمیر سوخاری
خمیر سوخاری (انگلیسی: Fried dough) یک غذای آمریکای شمالی است که با غرفه‌های غذا در فضای باز در کارناوال‌ها، شهربازی‌ها، نمایشگاه‌ها، رودیوها و استراحتگاه‌های ساحلی مرتبط است. «خمیر سرخ شده» نام خاص انواعی از نان سوخاری است که از خمیر ورز آمده تهیه می‌شود. خمیر سوخاری با نام‌های خمیر سرخ شده، نان سرخ شده (باناک)، نان سوخاری، دوبویز، گوش فیل، دم سگ آبی، اسکون، خمیر-پیتزا، نعلبکی پرنده و بونیولو (در مورد قطعات کوچکتر) نیز شناخته می‌شود.